# Ewald von Stackelberg
Le baron Ewald Antonovitch von Stackelberg, né en 1847 et mort en 1909, est un aristocrate allemand de la Baltique sujet de l'Empire russe, qui fut vice amiral de la flotte impériale russe.

## Biographie
Ewald von Stackelberg sort diplômé de l'académie de marine en 1871 et termine ses études de génie de marine en 1876. Il prend part à la guerre russo-turque de 1877-1878 et reçoit pour ses faits d'armes l'Ordre de Saint-Vladimir de quatrième classe avec épées et ruban et l'Ordre de Saint-Stanislas de deuxième classe avec épée et ruban, ainsi que le sabre d'or. Il est officier supérieur sur la corvette Askold, puis de 1886 à 1889 commande sur la frégate Amiral général et retourne ensuite sur l’Askold, pour commander un an plus tard la canonnière Groza (L'Orage) et de 1890 à 1892 la canonnière Gremiachtchy (Le Grondant), et en 1893-1894 le navire-école Skobelev.
Ewald von Stackelberg est élevé au grade de capitaine de premier rang en 1895. et il devient proche de la famille impériale en commandant de 1896 à 1901 le yacht de Nicolas II, L'Étoile polaire et à l'issue de son commandement il est nommé contre-amiral.
À partir de septembre 1902, le baron von Stackelberg est chargé d'inspecter les navires de la flotte de l'Océan Pacifique (deux cuirassés, six croiseurs, huit torpilleurs). Il est nommé Flagman en second de l'escadre du Pacifique, en arrivant à Port Arthur. Le 20 juin 1903, il est commandant de la flotte des croiseurs de Vladivostok, c'est-à-dire les croiseurs Le Russie (Rossia), Le Tonitruant (Gromoboï), Le Riourik (Riourik), Le Bogatyr (Bogatyr) et le transporteur Le Léna. Ensuite il est transféré à Vladivostok en septembre de la même année. Il est à bord du Russie entre le 9 et le 14 février 1904, lorsque le navire est attaqué par la flotte japonaise. Il est flagman en second de la flotte de la Baltique entre 1904 et 1907.
Le baron von Stackelberg est président de la troisième chambre du tribunal maritime qui leva l'accusation à l'adresse de Nikolaï Klado et fait partie de la commission qui enquêta sur les résultats de la bataille de la mer Jaune du 10 août 1904 et de la bataille de Tsushima des 27-28 mai 1905.
Il prend congé de la marine en 1908, avec le grade de vice-amiral.

## Source
- (ru) Cet article est partiellement ou en totalité issu de l’article de Wikipédia en russe intitulé « Штакельберг Эвальд Антонович » (voir la liste des auteurs).